# Isolepis distigmatosa
Isolepis distigmatosa är en halvgräsart som först beskrevs av Charles Baron Clarke, och fick sitt nu gällande namn av Elizabeth Edgar. Isolepis distigmatosa ingår i släktet borstsävssläktet, och familjen halvgräs. Inga underarter finns listade i Catalogue of Life.